# Кипчакский сельсовет
Кипчакский сельсовет — муниципальное образование в Бурзянском районе Башкортостана России.

## История
Согласно Закону о границах, статусе и административных центрах муниципальных образований в Республике Башкортостан имеет статус сельского поселения.
В 1998 году из состава Кипчакского сельсовета выведены деревни Кулганино и Саргая, с образованием Кулганинского сельсовета.
Закон Республики Башкортостан «Об образовании Кулганинского сельсовета Бурзянского района Республики Башкортостан» от 21 октября 1998 года N 185-З гласит:

Статья 1. Образовать Кулганинский сельсовет Бурзянского района Республики Башкортостан путём разделения Кипчакского сельсовета Бурзянского района Республики Башкортостан с административным центром в деревне Кулганино, включив в состав Кулганинского сельсовета деревни Кулганино и Саргая.

Статья 2. Установить границу Кулганинского сельсовета Бурзянского района Республики Башкортостан согласно представленной схематической карте.

## Население
| 2002  | 2009  | 2010  | 2012  | 2013  | 2014  | 2015  |
| ----- | ----- | ----- | ----- | ----- | ----- | ----- |
| 1141  | ↗1275 | ↘1114 | ↘1108 | ↘1100 | ↘1076 | ↗1078 |
| 2016  | 2017  |       |       |       |       |       |
| ↗1086 | ↗1088 |       |       |       |       |       |

## Состав сельского поселения
| № | Населённый пункт | Тип населённого пункта          | Население |
| - | ---------------- | ------------------------------- | --------- |
| 1 | Абдулмамбетово   | деревня, административный центр | ↘629      |
| 2 | Кильдигулово     | деревня                         | ↘428      |
| 3 | Малый Кипчак     | деревня                         | ↘57       |